# Falki Symlet
Falki Symlet – opracowane przez Ingrid Daubechies jako modyfikacja falek Daubechies (db). Są to falki prawie symetryczne.